# Paul Chevallier
 (septembre 2022).
Pour les articles homonymes, voir Chevallier.
Paul Chevallier, né le 12 décembre 1893 à Chambéry où il est mort le 28 décembre 1971, est un limonadier et homme politique français. Il est maire de Chambéry et sénateur de la Savoie. Il a notamment participé à la reconstruction de la ville dans les années 1950.

## Porté à la mairie de Chambéry par sa popularité
Dixième enfant d’un cafetier, détenteur du certificat d’études, Paul Chevallier succède à son père dans le bistrot familial du pont de la Garatte. Pendant la première guerre mondiale, il obtient la Légion d’honneur et la Croix de guerre, trois citations à l’ordre de son régiment et trois blessures ; la dernière est causée par les gaz.
De retour à Chambéry il reprend son café, et s’investit dans la vie publique : Chambre de commerce, Anciens combattants, et parti radical-socialiste où il fait la connaissance de Pierre de La Gontrie.
Élu conseiller municipal à 25, conseiller d’arrondissement en 1937, il est adjoint dès 1935. Absent de la scène politique pendant la guerre et la Libération il revient en 1947 à la tête d’une liste du Rassemblement des gauches républicaines (centre gauche et centre droit) qui bat le socialiste François Marcet, sortant. Celui-ci devient son premier adjoint, mais l’émergence du mouvement gaulliste et les tensions internes à la majorité entraînent une démission collective en 1950, après laquelle Paul Chevallier est réélu.

## Du Conseil général jusqu'au Sénat
L’année suivante, Paul Chevallier est élu à la place de François Marcet comme conseiller général. Il préside la puissante commission des finances du Conseil général, alors en pleine création de Courchevel, et l’OPAC de la Savoie. 
Un an plus tard, en 1952, il est élu sénateur après le décès de François Dumas, sous l’étiquette RGR (François Mitterrand, Gaston Monnerville). Sénateur discret, il est populaire dans son département, connu des élus locaux par sa fonction de vice-président du Conseil général. Très lié au président du Conseil général et président du groupe parlementaire rassemblement de la gauche démocratique Pierre de La Gontrie, Paul Chevallier est réélu avec ce dernier en 1959.

## Un basculement politique
Mais son mandat de maire est terne ; après avoir géré la reconstruction du centre-ville rasé par les bombes de 1944 et la création du nouveau quartier du Biollay, sa municipalité ne prévoit pas de rénover le centre historique et n’anticipe pas le tournant industriel ou de l’intercommunalité. En 1959, il est nettement battu par le jeune député gaulliste Pierre Dumas, qui donne rapidement à la ville un nouvel essor.
Ne se représentant pas lors des cantonales de 1961 (un candidat du MRP lui succède) il reste en retrait de la vie publique, jusqu'à la fin de son mandat de sénateur en 1968. Paul Chevallier a représenté en Savoie le passage d’une politique de notables locaux, porté par leur popularité, à des professionnels de la chose publique soutenus par des partis. 
Il meurt le 28 décembre 1971, à 78 ans, des conséquences des blessures reçues au front plus de soixante ans auparavant. La ville de Chambéry a donné son nom à l’ancienne place de la Garatte l’année suivante.

## Décorations
- Commandeur de la Légion d'honneur (19 janvier 1970)
- Médaille militaire (12 mars 1928)
- Croix de guerre 1914–1918 (3 citations)
- Officier d'académie

## Sources
- « Dictionnaire des parlementaires français », 1940-1958, tome 3 1994, par Frédéric Barbier, Alain Bergougnioux et Christophe Carle.
- « Le Conseil général de Savoie sous la IVe République », TER soutenu par Maurice Descollaz, sous la direction  d'André Palluel-Guillard, Chambéry, 1990. Annexe, p16.
- « Pierre Dumas, Chambéry, une vie, une ville… » Stéphane Perrin et Patrick Plaisance, Éditions Sacrebleu, 2001, p31, P.36,
- « Les élections en Savoie, 1919-1958 » par Michel Gougain, in L’Histoire en Savoie, n°40 déc. 1975.

## Mandats
- Conseiller municipal de Chambéry (1925-1937)
- Adjoint au maire de Chambéry (1937-1940)
- Conseiller d’arrondissement (1937-1940)
- Maire de Chambéry (1947-1959)
- Conseiller général de Chambéry (1951-1961), puis vice-président du conseil général de la Savoie
- Sénateur de la Savoie (1952-1968)